# Bultfonteinite
La bultfonteinite è un minerale.